# Direttori della CIA
Il Direttore della Central Intelligence Agency (D/CIA) è l'organo monocratico posto al vertice della CIA. Esso, nominato dal Presidente degli Stati Uniti d'America, può essere sia un ufficiale generale che un civile.
Il direttore fa rapporto al Direttore dell'Intelligence Nazionale ed è assistito da un vicedirettore.

## Storia
La posizione di direttore fu stabilita nel 1946 dal presidente Harry S. Truman come capo del Central Intelligence Group, divenuto CIA tramite il National Security Act del luglio 1947. Dal 1946 al 2005 la CIA è stata gestita da un unico direttore, che era membro del Consiglio per la Sicurezza Nazionale e consigliere del Presidente in materia di intelligence. Dal 2005 il direttore della CIA è subordinato al Direttore dell'Intelligence Nazionale, che coordina tutti i servizi statunitensi.
Dal 2017 è membro del gabinetto di governo statunitense.

## Ordine di successione
L'ordine di successione determina quale funzionario agirà e svolgerà le funzioni e i doveri del direttore nel caso in cui esso muoia, si dimetta o diventi incapace di svolgere le proprie funzioni. Il funzionario che lo sostituirà fungerà da direttore ad interim.
Se il funzionario sta già prestando servizio in qualità di agente, o non è idoneo a coprire la funzione ai sensi del Federal Vacancies Reform Act 1998, l'ordine di successione passa alla persona nella posizione inferiore. Tuttavia, il presidente degli Stati Uniti conserva la facoltà di discostarsi dalla lista nel designare un direttore ad interim.
| N° | Titolo                                                   |
| -- | -------------------------------------------------------- |
| 1  | Vicedirettore                                            |
| 2  | Direttore delle operazioni                               |
| 3  | Vicedirettore della CIA per le operazioni                |
| 4  | Vicedirettore della CIA per le analisi                   |
| 5  | Vicedirettore della CIA per la scienza e la tecnologia   |
| 6  | Vicedirettore della CIA per l'innovazione digitale       |
| 7  | Vicedirettore della CIA per il supporto                  |
| 8  | Consigliere generale                                     |
| 9  | Vicedirettore delle operazioni                           |
| 10 | Rappresentante senior della CIA per il Regno Unito       |
| 11 | Rappresentante senior della CIA per la Costa orientale   |
| 12 | Rappresentante senior della CIA per la Costa occidentale |

## Elenco dei direttori
Dalla fondazione al 2005
- Sidney Souers, (CIG) gennaio-giugno 1946
- Hoyt Vandenberg, (CIG) 1946-1947
- Roscoe Hillenkoetter, 1947–1950
- Walter Bedell Smith, 1950–1953
- Allen W. Dulles, 1953–1961
- John McCone, 1961–1965
- William Raborn, 1965–1966
- Richard Helms, 1966–1973
- James R. Schlesinger, 1973
- William Colby, 1973–1976
- George H. W. Bush, 1976–1977
- Stansfield Turner, 1977–1981
- William Joseph Casey, 1981–1987
- William Webster, 1987–1991
- Robert Gates, 1991–1993
- R. James Woolsey, Jr., 1993–1995
- John M. Deutch, 1995–1996
- George J. Tenet, 1997–2004
- Porter Goss, 2004–2005

Dal 2005
     Direttore facente funzioni
| N. | Direttore                       | Foto                          | Mandato          | Mandato          | Presidenti     |
| N. | Direttore                       | Foto                          | Inizio           | Termine          | Presidenti     |
| -- | ------------------------------- | ----------------------------- | ---------------- | ---------------- | -------------- |
| 1  | Porter Goss (1938-)             |                               | 21 aprile 2005   | 5 maggio 2006    | George W. Bush |
| 2  | Michael Hayden (1945-)          |                               | 30 maggio 2006   | 12 febbraio 2009 | George W. Bush |
| 2  | Michael Hayden (1945-)          | Barack Obama                  | 30 maggio 2006   | 12 febbraio 2009 |                |
| 3  | Leon Panetta (1938-)            |                               | 13 febbraio 2009 | 30 giugno 2011   |                |
| -  | Michael Morell (1958-)          |                               | 1º luglio 2011   | 6 settembre 2011 |                |
| 4  | Generale David Petraeus (1952-) |                               | 6 settembre 2011 | 9 novembre 2012  |                |
| -  | Michael Morell (1958-)          |                               | 9 novembre 2012  | 8 marzo 2013     |                |
| 5  | John Brennan (1955-)            |                               | 8 marzo 2013     | 20 gennaio 2017  |                |
| -  | Meroe Park (1966-)              |                               | 20 gennaio 2017  | 23 gennaio 2017  | Donald Trump   |
| 6  | Mike Pompeo (1963-)             |                               | 23 gennaio 2017  | 26 aprile 2018   | Donald Trump   |
| 7  | Gina Haspel (1956-)             |                               | 26 aprile 2018   | 21 maggio 2018   | Donald Trump   |
| 7  | Gina Haspel (1956-)             | 21 maggio 2018                | 20 gennaio 2021  |                  | Donald Trump   |
| -  | David Cohen (1966-)             |                               | 20 gennaio 2021  | 19 marzo 2021    | Joe Biden      |
| 8  | William Joseph Burns (1956-)    |                               | 19 marzo 2021    | 20 gennaio 2025  | Joe Biden      |
| -  | Tom Sylvester (????-)           |                               | 20 gennaio 2025  | 23 gennaio 2025  | Donald Trump   |
| 9  | John Ratcliffe (1965-)          | John Ratcliffe official photo | 23 gennaio 2025  | in carica        | Donald Trump   |